# Karl Schou

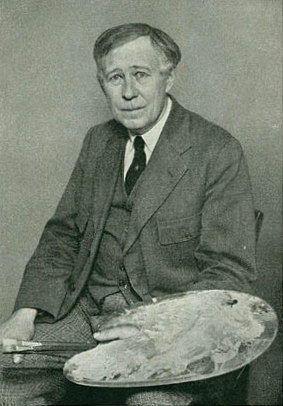
Karl Schou.

Carl (Karl) Holger Jacob Schou, född den 9 mars 1870 i Köpenhamn, död den 8 mars 1938 i Charlottenlund, var en dansk målare.
Schou, som var elev av Zahrtmann, väckte uppmärksamhet genom figur- och stämningsmålningar. Konstmuseet äger av hans arbeten Vårafton på Kongens Nytorv och Ung flicka med hund och han är representerad vid bland annat Göteborgs konstmuseum.